# Chlenias mesosticha
Chlenias mesosticha là một loài bướm đêm trong họ Geometridae.